# Planeta Rica
Planeta Rica ist eine Gemeinde (municipio) im Departamento Córdoba in Kolumbien.

## Geographie
Planeta Rica liegt im Osten von Córdoba, ungefähr 52 km von Montería entfernt. Planeta Rica liegt auf einer Höhe von 87 m ü. NN und hat eine Durchschnittstemperatur von 28 °C. Die Gemeinde grenzt im Norden an Montería, San Carlos und Pueblo Nuevo, im Süden an Montelíbano, im Westen an Montería und Tierralta und im Osten an Buenavista und Pueblo Nuevo.

## Bevölkerung
Die Gemeinde Planeta Rica hat 69.285 Einwohner, von denen 43.944 im städtischen Teil (cabecera municipal) der Gemeinde leben (Stand: 2019).

## Geschichte
Planeta Rica wurde 1885 von Siedlern gegründet, die auf der Suche nach Rohstoffen wie Chinin, Naturkautschuk und Brechwurzel waren. Nach der Ernennung von Córdoba zum Departamento bekam Planeta Rica 1954 den Status einer Gemeinde.

## Wirtschaft
Der wichtigste Wirtschaftszweig von Planeta Rica ist die Rinderproduktion. Darüber hinaus spielen Landwirtschaft, allerdings meistens zur Selbstversorgung, Bergbau, insbesondere von Nickel, und Handel eine wichtige Rolle.